# Combined Counties Football League 2011-12
Combined Counties Football League 2011–12  (còn có tên là Cherry Red Records Combined Counties Football League 2011–12 ví lý do tài trợ) là giải đấu thứ 34 trong lịch sử Combined Counties Football League ở Anh. Các đội bóng được chia thành 2 hạng đấu, bao gồm Premier Division và First Division.

## Premier Division
Premier Division có sự góp mặt của 3 đội bóng mới trong hạng đấu 22 đội sau khi Chertsey Town thăng hạng Southern Football League:
- Farnham Town, thăng hạng với tư cách á quân First Division.
- South Park, thăng hạng với tư cách đội thứ 3 tại First Division.
- Windsor, newly formed after Windsor & Eton giải thể.

### Bảng xếp hạng
| XH | Đội                       | Tr | T  | H  | T  | BT  | BB  | HS  | Đ    | Lên hay xuống hạng                   |
| -- | ------------------------- | -- | -- | -- | -- | --- | --- | --- | ---- | ------------------------------------ |
| 1  | Guildford City (C) (P)    | 42 | 30 | 7  | 5  | 125 | 51  | +74 | 97   | Lên chơi tạiSFL Division One Central |
| 2  | Windsor                   | 42 | 29 | 9  | 4  | 124 | 44  | +80 | 96   |                                      |
| 3  | Hanworth Villa            | 42 | 26 | 6  | 10 | 118 | 55  | +63 | 081* |                                      |
| 4  | Egham Town                | 42 | 25 | 5  | 12 | 102 | 64  | +38 | 80   |                                      |
| 5  | Molesey                   | 42 | 24 | 4  | 14 | 103 | 61  | +42 | 76   |                                      |
| 6  | Camberley Town            | 42 | 22 | 4  | 16 | 107 | 68  | +39 | 70   |                                      |
| 7  | Horley Town               | 42 | 20 | 6  | 16 | 79  | 62  | +17 | 66   |                                      |
| 8  | South Park                | 42 | 19 | 7  | 16 | 83  | 61  | +22 | 64   |                                      |
| 9  | Raynes Park Vale          | 42 | 18 | 7  | 17 | 72  | 96  | −24 | 61   |                                      |
| 10 | Wembley                   | 42 | 16 | 12 | 14 | 66  | 64  | +2  | 60   |                                      |
| 11 | Cove                      | 42 | 16 | 7  | 19 | 84  | 109 | −25 | 55   |                                      |
| 12 | Farnham Town              | 42 | 13 | 11 | 18 | 66  | 77  | −11 | 50   |                                      |
| 13 | Ash United                | 42 | 14 | 7  | 21 | 75  | 82  | −7  | 49   |                                      |
| 14 | Epsom & Ewell             | 42 | 15 | 9  | 18 | 71  | 77  | −6  | 048‡ |                                      |
| 15 | Sandhurst Town            | 42 | 15 | 3  | 24 | 64  | 106 | −42 | 48   |                                      |
| 16 | Croydon                   | 42 | 13 | 8  | 21 | 62  | 80  | −18 | 47   |                                      |
| 17 | Badshot Lea               | 42 | 13 | 8  | 21 | 66  | 91  | −25 | 47   |                                      |
| 18 | Dorking                   | 42 | 13 | 8  | 21 | 55  | 103 | −48 | 47   |                                      |
| 19 | Colliers Wood United      | 42 | 12 | 9  | 21 | 64  | 90  | −26 | 45   |                                      |
| 20 | Chessington & Hook United | 42 | 13 | 4  | 25 | 60  | 102 | −42 | 043† |                                      |
| 21 | Mole Valley SCR (R)       | 42 | 11 | 4  | 27 | 57  | 99  | −42 | 37   | Xuống chơi tạiDivision One           |
| 22 | Banstead Athletic (R)     | 42 | 9  | 7  | 26 | 54  | 115 | −61 | 34   | Xuống chơi tạiDivision One           |

Cập nhật đến ngày 8 tháng 5 năm 2012
Nguồn: .
Quy tắc xếp hạng: 1. Điểm; 2. Hiệu số bàn thắng; 3. Số bàn thắng.
* Hanworth Villa were deducted three points for fielding an ineligible player against Croydon on 6 August.
‡ Epsom & Ewell bị trừ 6 điểm vì đưa vào sân một cầu thủ không hợp lệ trong trận đấu với Croydon vào ngày 19 tháng 11 và với Banstead ngày 27 tháng 12.
Trận đấu giữa Horley Town và Badshot Lea giành phần thắng cho Horley sau khi Badshot Lea không thể đưa ra sân đội hình thi đấu đầy đủ.
† Chessington & Hook United được hủy sự xuống hạng.
(VĐ) = Vô địch; (XH) = Xuống hạng; (LH) = Lên hạng; (O) = Thắng trận Play-off; (A) = Lọt vào vòng sau. 
Chỉ được áp dụng khi mùa giải chưa kết thúc: 
(Q) = Lọt vào vòng đấu cụ thể của giải đấu đã nêu; (TQ) = Giành vé dự giải đấu, nhưng chưa tới vòng đấu đã nêu.

## Division One
Division One góp mặt 4 đội bóng mới trong hạng đấu 18 đội:
- Bookham, xuống hạng từ Premier Division.
- South Kilburn, chuyển từ Hellenic Football League.
- Spelthorne Sports, thăng hạng với tư cách vô địch Surrey Elite Intermediate League.
- Guernsey, đội bóng mới thành lập, là đội bóng đầu tiên của Channel Islands chơi trên giải ở đất liền.

### Bảng xếp hạng
| XH | Đội                 | Tr | T  | H | T  | BT  | BB  | HS   | Đ    | Lên hay xuống hạng                                 |
| -- | ------------------- | -- | -- | - | -- | --- | --- | ---- | ---- | -------------------------------------------------- |
| 1  | Guernsey (C) (P)    | 34 | 31 | 1 | 2  | 138 | 22  | +116 | 94   | Lên chơi tạithe Premier Division                   |
| 2  | Bedfont Sports (P)  | 34 | 25 | 5 | 4  | 84  | 34  | +50  | 80   | Lên chơi tạithe Premier Division                   |
| 3  | Hartley Wintney (P) | 34 | 23 | 7 | 4  | 99  | 44  | +55  | 76   | Lên chơi tạithe Premier Division                   |
| 4  | Warlingham          | 34 | 19 | 7 | 8  | 73  | 50  | +23  | 64   |                                                    |
| 5  | Eversley            | 34 | 19 | 6 | 9  | 83  | 52  | +31  | 63   |                                                    |
| 6  | Staines Lammas      | 34 | 18 | 4 | 12 | 70  | 53  | +17  | 58   |                                                    |
| 7  | Spelthorne Sports   | 34 | 16 | 7 | 11 | 75  | 52  | +23  | 55   |                                                    |
| 8  | Westfield           | 34 | 16 | 4 | 14 | 64  | 65  | −1   | 52   |                                                    |
| 9  | Worcester Park      | 34 | 14 | 7 | 13 | 83  | 75  | +8   | 49   |                                                    |
| 10 | Frimley Green       | 34 | 11 | 7 | 16 | 55  | 82  | −27  | 40   |                                                    |
| 11 | Cobham              | 34 | 11 | 6 | 17 | 51  | 70  | −19  | 39   |                                                    |
| 12 | Knaphill            | 34 | 11 | 5 | 18 | 58  | 81  | −23  | 38   |                                                    |
| 13 | Feltham             | 34 | 11 | 1 | 22 | 47  | 68  | −21  | 34   |                                                    |
| 14 | South Kilburn       | 34 | 8  | 9 | 17 | 38  | 62  | −24  | 33   |                                                    |
| 15 | CB Hounslow United  | 34 | 10 | 2 | 22 | 50  | 82  | −32  | 32   |                                                    |
| 16 | Farleigh Rovers     | 34 | 8  | 6 | 20 | 50  | 84  | −34  | 30   |                                                    |
| 17 | Bookham (R)         | 34 | 4  | 6 | 24 | 32  | 97  | −65  | 18   | Xuống chơi tạithe Surrey Elite Intermediate League |
| 18 | Sheerwater          | 34 | 3  | 6 | 25 | 49  | 126 | −77  | 015† |                                                    |

Cập nhật đến ngày 7 tháng 5 năm 2012
Nguồn: .
Quy tắc xếp hạng: 1. Điểm; 2. Hiệu số bàn thắng; 3. Số bàn thắng.
† Sheerwater được hủy sự xuống hạng. Bookham chấp nhận xuống hạng Cấp độ 11 của hệ thống bóng đá.
(VĐ) = Vô địch; (XH) = Xuống hạng; (LH) = Lên hạng; (O) = Thắng trận Play-off; (A) = Lọt vào vòng sau. 
Chỉ được áp dụng khi mùa giải chưa kết thúc: 
(Q) = Lọt vào vòng đấu cụ thể của giải đấu đã nêu; (TQ) = Giành vé dự giải đấu, nhưng chưa tới vòng đấu đã nêu.